# 琉球文学
琉球文学（りゅうきゅうぶんがく）は、日本の沖縄本島、宮古島、八重山列島、奄美大島の島々の地において伝わる琉球方言で表現されている文学。本土の古代日本語との関わりが深く、仮名が多用されている古代歌謡の叙事詩「おもろ」（13世紀ごろから17世紀初頭にわたって謡われたと推定）、民間伝承の「琉歌」などの和歌のほか、祝詞である「オタカベ」、叙事詩としては日常を歌う「クェーナ」、神話を歌う神歌「ニーリ」などの歌謡文学も琉球文学としてあげられる。
琉球文学は古典の性格を帯びたものがほとんどで、となえごと、古謡、三味線歌謡、組踊、狂言、歌劇、民話、童謡、諺などの形をとりつつ、「神への切実な思い」「男女近親の愛着」「舟路の平安や衣食住の豊かさの希求」「病魔の祓い」などが音声言語で表現され、神事、音楽、芸能と密接に結びつきながら伝承されてきた。その文学を形作った背景としては、中国と日本の影響を受けた文化や歴史、琉球の島々の風土、言霊信仰の強さがあり、日本の古典文学のなかでも独特の位置を占めている。

## 背景・特色
歴史的に古代中国から漢字文化が移入した日本を含めたアジア諸国（ベトナム、朝鮮半島、琉球など）は「漢字文化圏」として総体的に語られることもあるが、「漢字文化圏」では、その中国由来の漢字・漢文の影響下、それぞれの地域で、中国文化を受容・反発しながら新たな文字表記が作られたり、文章表現（訓読など）が紡ぎ出されていったりしたことが共通している。
しかしながら、琉球文学は、琉球独自の文化と日本などの東アジアとの交流から生まれているものの、そのアジア諸国の漢文文化圏内で共有されている中国古典文学の作り替えや漢文の伝奇や小説の類からの翻案作品は作られなかった特色がある。
15世紀に成立した琉球王国では、中国の冊封体制に組み込まれ、中国の年号が使われていた地域ではあったものの、琉球王府の発給する辞令書は日本語のひらがなで記載されており、正書法が確立していた。また、ひらがなで表記される琉歌（島唄）という民間伝承の和歌の歌謡があり、16世紀から編纂された歌謡集成『おもろさうし』もひらがなで書かれていたように、日本の古代文学との関わりの深い地域であった。
17世紀の江戸時代の1603年から3年間、琉球に滞在した浄土宗の学僧袋中の滞在記録『琉球神道記』『琉球往来』には、琉球の地に伝わる寺社の縁起、おなり神の神話、源為朝の渡来譚などの市井の伝承話が記されており、その琉球の為朝伝説をもとに、江戸後期の作家曲亭馬琴の長編作品『椿説弓張月』が生まれた。一方、琉球の平敷屋朝敏は、日本古典の『伊勢物語』『源氏物語』などの影響のもと、『若草物語』『苔の下』などの物語文学を創作している。